# Manuel Luna
Manuel Luna (ur. 14 sierpnia 1945) – wenezuelski judoka i sambista. Olimpijczyk z Montrealu 1976, gdzie zajął osiemnaste miejsce w wadze lekkiej.
Uczestnik mistrzostw świata w 1973 i 1975. Brązowy medalista igrzysk panamerykańskich w 1975. Triumfator igrzysk Ameryki Środkowej i Karaibów w 1974 roku.
Na igrzyskach panamerykańskich w 1983 zdobył srebrny medal w sambo.
Chorąży reprezentacji w na ceremonii otwarcia igrzysk w 1976 roku.

## Letnie Igrzyska Olimpijskie 1976
| Konkurencja | Eliminacje                | Klas. końcowa |
| Konkurencja | Przeciwnik I              | Miejsce       |
| ----------- | ------------------------- | ------------- |
| 63 kg       | Marian Standowicz (POL) P | 18.           |